# Embargo der Vereinigten Staaten gegen Kuba

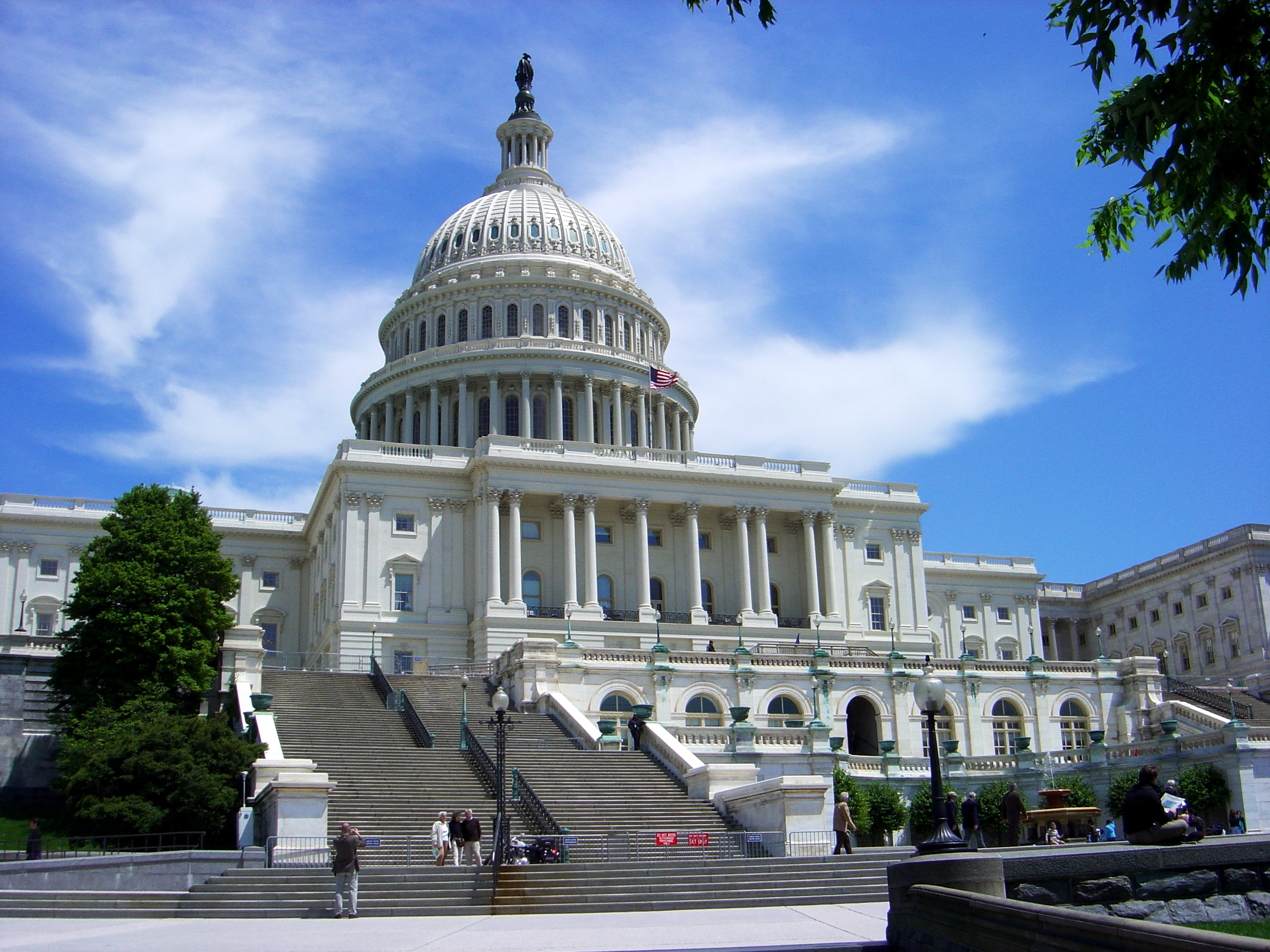
Das Kapitol in Washington: Sitz des gesetzgebenden US-Kongresses

Das Embargo der Vereinigten Staaten gegen Kuba (in Kuba als el bloqueo – span. für die Blockade – bezeichnet) ist ein aus mehreren Maßnahmen bestehendes Handels-, Wirtschafts- und Finanzembargo, das sich gegen die Regierung Kubas richtet. Die ersten Maßnahmen wurden 1960 von Präsident Dwight D. Eisenhower verhängt, nachdem die kubanische Regierung Eigentum von Bürgern und Unternehmen der Vereinigten Staaten im Umfang von rund einer Milliarde US-Dollar enteignet hatte. Das Embargo wurde seitdem in mehreren Schritten verschärft und teilweise wieder gelockert.
1992 wurde das Embargo als Gesetz festgeschrieben, und zwar als Kapitel 17 eines zahlreiche Bestimmungen umfassenden Sammelgesetzes. Entsprechend dem darin formulierten Ziel, „dem kubanischen Volk zu Demokratie zu verhelfen“, wurde es Cuban Democracy Act benannt. Das Gesetz wurde nach Robert Torricelli auch unter dem Namen Torricelli Act bekannt. 1996 verabschiedete der Kongress der Vereinigten Staaten den Helms-Burton Act, der die Möglichkeiten von US-Bürgern, mit Kuba Geschäfte zu treiben, weiter einschränkte. Er enthielt Restriktionen für jegliche öffentliche oder private Unterstützung für das Regime in Havanna bzw. dessen Nachfolger, bis wesentliche Forderungen gegen die kubanische Regierung erfüllt sind. 1999 änderte Präsident Bill Clinton das Handelsembargo dahingehend, dass ausländische Tochtergesellschaften von US-Unternehmen den Handel mit Kuba einzustellen haben. Trotzdem erlaubte er den Verkauf verschiedener US-Produkte nach Kuba.
Gegenwärtig (Stand: Juli 2025) ist das Embargo, das für US-amerikanische Unternehmen die Geschäftstätigkeit zum Vorteil Kubas beschränkt, weiterhin in Kraft, und es ist das am längsten andauernde Handelsembargo in der modernen Geschichte. Trotz dieses Embargos sind die USA der viertgrößte Exporteur nach Kuba. Rund 5 % der kubanischen Importe stammen aus den USA (Stand: 2021).
Im Dezember 2014 kündigte die US-amerikanische Regierung im Zuge der Wiederaufnahme der politischen Gespräche an, dass Kuba von der Liste Terrorismus unterstützender Staaten gestrichen und die dazugehörigen Sanktionen aufgehoben werden sollen. Am 16. Januar 2015 traten bereits erhebliche Lockerungen der Handels- und Reisebeschränkungen in Kraft.

## Vor dem Embargo
Die Vereinigten Staaten von Amerika haben eine lange Geschichte enger ökonomischer und politischer Bindungen mit Kuba. Obwohl über 400 Jahre zum spanischen Kolonialreich gehörend, hat das Land im 19. Jahrhundert stetig bessere Beziehungen zu den USA entwickelt. Im Dezember 1898 übergab Spanien infolge seiner Niederlage im Spanisch-Amerikanischen Krieg die Kontrolle über Kuba an die Vereinigten Staaten.
Die USA unterstützten Kuba in ihrem Unabhängigkeitskampf gegen Spanien und intervenierten später mehrfach in Kubas politischen Angelegenheiten. Es gab substanzielle Investitionen in Kubas Zucker- und Tabakproduktion für den Export sowie im Tourismus. Kuba hatte mit seinen Exporten privilegierten Zugang zum US-Markt. 1926 besaßen US-Unternehmen 60 % der kubanischen Zuckerindustrie und sie importierten 95 % der Ernte.
Nach der Liberalisierung wuchs die kubanische Wirtschaft dramatisch, vor allem im Tourismussektor. Die Einnahmen stiegen und in Kuba entwickelte sich erstmals in seiner Geschichte eine beachtliche und wohlhabende Mittelschicht. Mit der Kubanischen Revolution, die am 1. Januar 1959 von Erfolg gekrönt war, wurde der Diktator General Fulgencio Batista gestürzt und Fidel Castro kam an die Macht.
Zwar erkannte die US-Regierung die neue kubanische Regierung formal an, jedoch verschlechterten sich die Beziehungen schnell, nachdem Kuba das erste Agrarreformgesetz verabschiedete, das es erlaubte, den meist in US-Besitz befindlichen Großgrundbesitz zu enteignen. Die angebotene Entschädigung (basierend auf einer 20-jährigen Anleihe mit einem Zinssatz von 4,5 % auf den geschätzten Wert) wurde von den US-Investoren als unzureichend abgelehnt. Außerdem beunruhigte die US-Regierung die ab Ende 1959 als gesichert geltende Vertiefung der Sowjetisch-Kubanischen Beziehungen.

## Geschichte

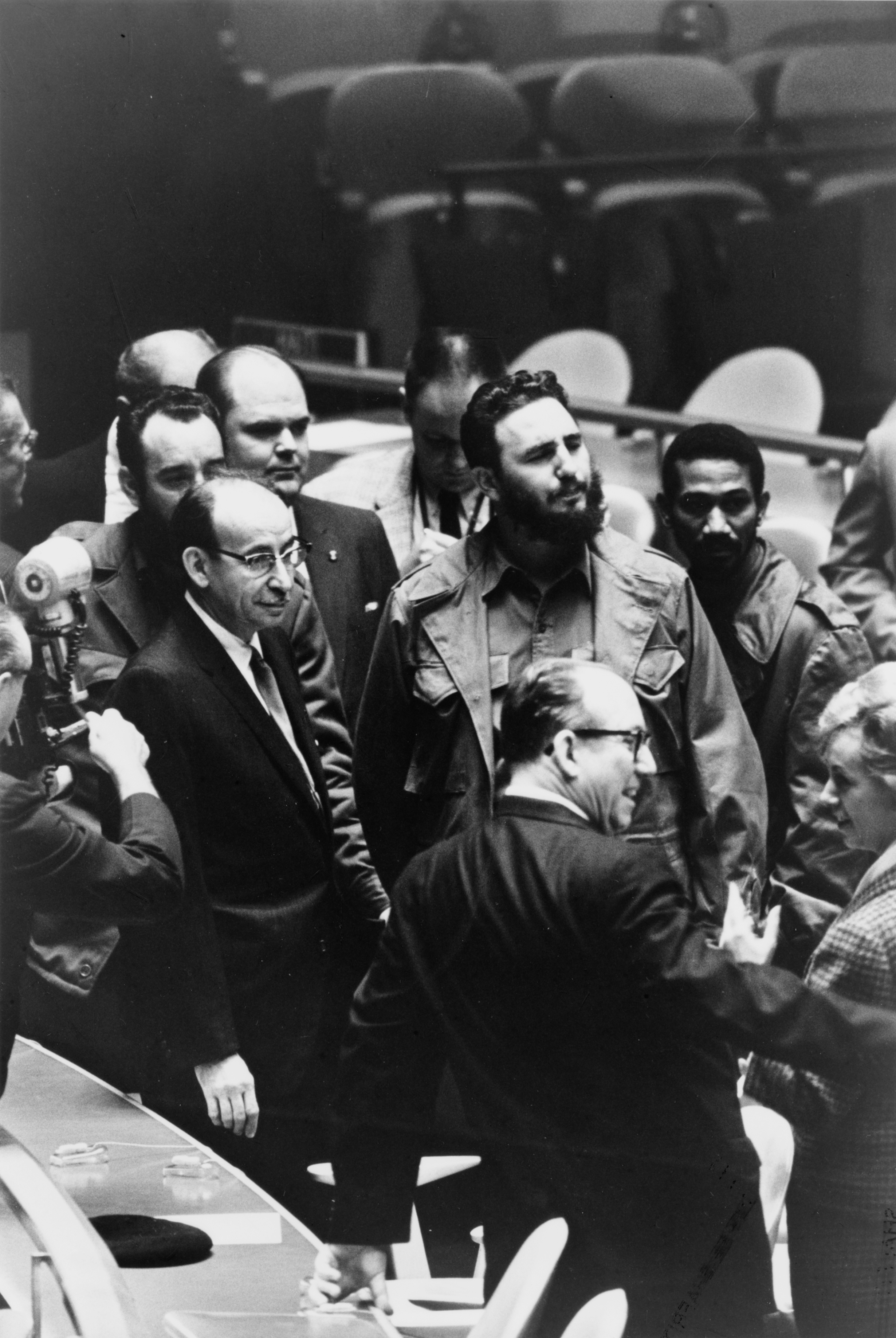
Fidel Castro bei einer Zusammenkunft der UN-Vollversammlung

1960 eskalierten die Spannungen zwischen Kuba und den USA zu einem Wirtschaftskrieg. Jedes Mal, wenn die kubanische Regierung US-amerikanisches Eigentum enteignete, konterte die US-Regierung mit Gegenmaßnahmen. Im Juli 1960 reduzierten die Vereinigten Staaten die Importquote für kubanischen Zucker auf 700.000 Tonnen. Zuvor waren noch 3,2 Millionen Tonnen jährlich in die USA exportiert worden. Die Sowjetunion antwortete ihrerseits, indem sie stattdessen den Zucker abnahm. Auf Beschränkungen der Einfuhr von Waren in die USA folgten Beschränkungen der Ausfuhr von Waren aus den USA. Dies mündete am 19. Oktober 1960 in ein totales Exportverbot nach Kuba. Ausnahmegenehmigung für Ausfuhren nach Kuba gab es ab März 1961 nur noch für Lebensmittel und medizinische Hilfsgüter.
Als Antwort auf Kubas Ausrichtung an die Sowjetunion während des Kalten Krieges erweiterte Präsident John F. Kennedy die Maßnahmen per Präsidentenerlass, indem er zuerst am 7. Februar (verkündet am 3. Februar) und weiter am 23. März 1962 die Handelsbeschränkungen ausweitete. Im Rahmen der kubanischen Raketenkrise, als die Sowjetunion Nuklearwaffen auf Kuba stationieren wollte, installierte Kennedy am 8. Februar 1963 Reisebeschränkungen. Die Cuban Assets Control Regulations (Kontrolle kubanischer Anlagen) im Rahmen des Trading with the Enemy Act traten am 8. Juli 1963 in Kraft. Unter diesen Restriktionen war kubanisches Kapital in den Vereinigten Staaten eingefroren und bestehende Einschränkungen waren zementiert.
Ab dem 26. Juli 1964 traten multilaterale Sanktionen durch die Organisation Amerikanischer Staaten in Kraft, jedoch wurden diese am 29. Juli 1975 wieder aufgehoben.
Die Reisebeschränkungen für US-Bürger nach Kuba liefen am 19. März 1977 aus. Die Regelung hätte alle sechs Monate erneuert werden müssen. Doch Präsident Jimmy Carter erneuerte sie nicht. Auch die Beschränkungen von Geldsendungen wurden kurz danach aufgehoben. Präsident Ronald Reagan erneuerte am 19. April 1982 das Handelsembargo. Dies wurde danach weiter verändert, bis zu der heutigen Variante, die seit dem 9. Oktober 2019 in Kraft ist.
Die gegenwärtigen Bestimmungen beschränken nicht die Reisen nach Kuba per se, sondern es ist für US-Bürger illegal, in Kuba Geld auszugeben oder Geschenke anzunehmen, ohne dass dies vom Office of Foreign Assets Control der US-Regierung genehmigt wurde.
1992 wurde das US-Embargo durch den Cuban Democracy Act (Torricelli Act) wiederhergestellt und 1996 durch den als Helms-Burton-Act bekannten Cuban Liberty and Democracy Solidarity Act (Gesetz über die Solidarität zu Freiheit und Demokratie in Kuba) weiter verschärft. Letzterer bestraft ausländische Unternehmen, die Geschäfte mit Kuba machen, indem ihnen verboten wird, in den USA zu handeln. Begründung für diese Restriktionen waren, dass diese Unternehmen Handel mit gestohlenem US-Eigentum treiben würden und deshalb vom US-Handel ausgeschlossen werden sollten.
Die EU lehnt dieses Gesetz ab, da ihrer Meinung nach die USA anderen Nationen diktierten, wie sie Handel treiben sollten, und wollte das Gesetz anfechten. Letztlich wurde die Anfechtung jedoch zugunsten von Verhandlungen aufgegeben.
Nach dem Abschuss der Flugzeuge der Brothers to the Rescue im Jahre 1996 beschloss eine Kongressmehrheit aus Abgeordneten beider Parteien den Helms-Burton-Act. Kapitel III dieses Gesetzes bestimmt, dass auch jedem Nicht-US-Unternehmen, welches „wissentlich Handel mit Eigentum in Kuba betreibt, das ohne Entschädigung von einem US-Bürger enteignet wurde“, rechtliche Konsequenzen drohen und dass die jeweilige Unternehmensführung mit Einreiseverbot in die USA belegt werden kann. Auch sonstiger Handel von außeramerikanischen Unternehmen mit Kuba ist mit Sanktionen belegt. Schiffe, die einen kubanischen Hafen angelaufen haben, dürfen zum Beispiel für sechs Monate keinen US-Hafen ansteuern. Der US-Präsident hat jedoch das Recht, diese Vorschriften aufzuheben. Außerdem müssen sie alle sechs Monate erneuert werden, was bisher auch immer geschah.
US-amerikanische Farmer und die Industrielle Landwirtschaft der USA übten jedoch Druck auf ihre Regierung aus, so dass das Embargo durch den Trade Sanctions Reform and Export Enhancement Act (Gesetz über die Reform von Handelssanktionen und Exporterleichterungen) gelockert wurde. Das Gesetz passierte im Oktober 2000 den Kongress und wurde anschließend von Präsident Bill Clinton unterzeichnet. Die Erleichterungen erlauben den Verkauf von Landwirtschaftsprodukten und Arzneimitteln nach Kuba zu humanitären Zwecken. Obwohl Kuba es anfangs ablehnte, in einen solchen Handel einzusteigen, hatte die kubanische Regierung doch in der Vergangenheit selbst Nahrungsmittelhilfen aus den USA abgelehnt, da diese Maßnahme ausschließlich US-Interessen dienen würde, erlaubte Castro infolge von Hurrikan Michelle im November 2001 Nahrungsmittellieferungen aus den USA. Seitdem dauern die Nahrungsmittelexporte nach Kuba nicht nur an, sondern wurden sogar weiter gesteigert. 2007 waren die USA Kubas größter Lebensmittellieferant und der sechstgrößte Handelspartner Kubas überhaupt.
Angeregt durch ein aufkeimendes Interesse an bestimmten Produkten aus Kuba, versuchte seit dem Jahr 2000 eine wachsende Anzahl von Anhängern des Freihandels im Kongress, unterstützt von der industriellen Landwirtschaft nahestehenden Abgeordneten aus den westlichen und den Bundesstaaten des Great Plains, die Reisebeschränkungen für US-Amerikaner nach Kuba aufzuweichen oder ganz aufzuheben. Viermal in dieser Zeit beschloss das US-Repräsentantenhaus die Aufhebung der Reisebeschränkungen. 2003 folgte der Senat dem zum ersten Mal. Der damalige US-Präsident George W. Bush legte jedoch jedes Mal sein Veto dagegen ein. Daraufhin legte auch der Kongress alljährlich seinen Versuch beiseite, die Reisebeschränkungen zu lockern. US-Bürger können diese zwar umgehen, indem sie über Drittstaaten wie Mexiko, die Bahamas oder Kanada reisen, da von kubanischer Seite bei der Einreise der Pass nicht mit einem entsprechenden Einreisevermerk abgestempelt wird, jedoch müssen sie mit Strafverfolgung im Heimatland rechnen, sollten entsprechende Reisen den Behörden bekannt werden. Am 10. Oktober 2006 wurde die Einrichtung einer Task Force, bestehend aus Beamten verschiedener Behörden, angekündigt, um Embargobrecher stärker zu verfolgen. Es drohen Geldstrafen in Höhe von mehreren tausend Dollar und bis zu zehn Jahre Gefängnis.
Am 11. März 2009, rund sieben Wochen nach Amtsantritt von Präsident Barack Obama, verabschiedete der US-Kongress einige Erleichterungen des Embargos. So dürfen Kubanoamerikaner nun wieder jährlich ihre Angehörigen auf der Insel besuchen und mehr Geld dorthin überweisen. Ebenso wurde der Export von Agrarprodukten und Medikamenten nach Kuba erleichtert. Obama hatte eine Überprüfung der bisherigen Kuba-Politik angekündigt. Jedoch drohte das Gesetz dennoch im Senat am Widerstand zweier Senatoren aus Bundesstaaten mit großem Hispanics-Bevölkerungsanteil zu scheitern. Erst nach der Zusicherung, dass weitere Änderungen der Kuba-Politik zukünftig zuerst mit dem Senat abgesprochen würden, konnte das Gesetz passieren. Viele Beschränkungen bleiben zwar formell in Kraft, jedoch werden keine Gelder für deren Umsetzung mehr zur Verfügung gestellt. Am 13. April 2009 wurden die Beschränkungen für Reisen und Geldsendungen von kubanischstämmigen US-Amerikanern nach Kuba komplett aufgehoben. Außerdem dürfen US-Telekommunikationsfirmen Kubanern, ausgenommen höheren Parteifunktionären, nun Internet- und Mobilfunkdienste anbieten. Dies schließt auch Verbindungen mit Glasfaserkabeln oder Satellitenkanälen zwischen den USA und Kuba ein. US-Senator Richard Lugar erklärte im Februar 2009 das Handelsembargo für gescheitert. Die USA müssten ihre bisherige Kuba-Politik überdenken. Das seit 47 Jahren bestehende Embargo habe sein Ziel, Demokratie nach Kuba zu bringen, klar verfehlt. Stattdessen würde es vom kubanischen Regime als Ausrede benutzt, vom verarmten Volk weitere Opfer zu fordern.
Am 16. Januar 2015 setzte Präsident Obama einige Embargo-Erleichterungen in Kraft, bei denen keine Zustimmung des Kongresses notwendig war. Im Kongress hatte die Republikanische Partei in beiden Kammern die Mehrheit und sperrte sich weiterhin gegen Erleichterung oder Aufhebung des Embargos. US-Bürgern wurden Kuba-Reisen erheblich erleichtert. Zwar sind rein touristische Reisen weiterhin verboten, jedoch wurde der Katalog der offiziell erlaubten Reisegründe erweitert, mit denen Einzelpersonen nun keine Genehmigungen mehr beantragen müssen. Reisebüros brauchen nun keine Autorisierung des US-Finanzministeriums mehr, um Tickets nach Kuba zu verkaufen. Ähnliches gilt für Fluggesellschaften, die jetzt genehmigungslos kubanische Flughäfen ansteuern dürfen. Außerdem wurde das Limit für Geldüberweisungen an Nicht-Familienmitglieder in Kuba von 500 auf 2000 Dollar pro Quartal erhöht. Kubanoamerikaner dürfen weiterhin Geld in unbegrenzter Höhe an ihre in Kuba lebenden Familienangehörigen schicken. Des Weiteren wurde die Nutzung von Kreditkarten von US-Banken genehmigt. US-Banken dürfen nun Korrespondenzbanken in Kuba eröffnen. Außerdem sind einige Handelserleichterungen wie für Baumaterial oder Landmaschinen sowie Material für Kleinunternehmer in Kraft gesetzt. Die meisten Handelsbeschränkungen bleiben jedoch weiterhin bestehen, da sie Gesetzeskraft haben und nur vom Kongress aufgehoben werden können. Seit Mitte Februar 2015 dürfen kubanische Privatfirmen bestimmte Produkte in die USA exportieren. Sie müssen jedoch nachweisen, dass sie weder ganz noch teilweise vom kubanischen Staat kontrolliert werden. Außerdem gab die US-Regierung eine Liste von Produkten heraus, darauf finden sich wichtige Exportprodukte wie Rum und Zigarren, welche vom Handel weiterhin komplett ausgenommen sind. Im Januar 2017 kam es schließlich zum ersten legalen kubanischen Handelsexport in die USA seit über 50 Jahren: Er bestand aus zwei Containerladungen mit insgesamt 40 Tonnen hochwertiger Holzkohle aus dem in Kuba als Weideunholz stark verbreiteten Farbkätzchenstrauch („marabú“), die von einer kleinbäuerlichen Genossenschaft hergestellt und auf dem Schiffsweg vom Hafen Mariel nach Port Everglades in Südwestflorida geliefert wurde. Dort traf er wenige Tage nach der Übernahme des Präsidentenamtes durch Donald Trump ein.
Am 29. Mai 2015 wurde Kuba von der Liste Terrorismus unterstützender Staaten gestrichen, auf die es 1982 unter der Präsidentschaft Ronald Reagans wegen der Unterstützung linksgerichteter lateinamerikanischer Guerillaorganisationen gesetzt wurde. Diese Streichung bedeutet Erleichterungen im Bereich von Finanzen und im Handel. So kann Kuba auch wieder Geschäftsbeziehungen zu US-Banken aufnehmen, ohne dass diese Sanktionen seitens der US-Regierung fürchten müssen, was die diplomatische Tätigkeit Kubas sowie kubanischer Staatsbürger wie z. B. in den USA tätigen Wissenschaftlern innerhalb der USA erheblich erleichtert.
Am 16. März 2016 gab es im Vorfeld des Besuchs von Barack Obama in Kuba per Präsidentenerlass weitere Erleichterungen des Embargos. So wurde der direkte Postverkehr zwischen beiden Staaten wieder aufgenommen. Außerdem wurden Finanztransaktionen mit Kuba über das US-Bankensystem und in US-Dollar erlaubt, womit Kubas Zugang zum internationalen Finanzsystem erheblich erleichtert wird. Ein kubanischer Bürger kann nun in den USA ein Konto eröffnen und Gehalt empfangen, ohne dass er dafür offiziell aus Kuba emigrieren müsste. Individualreisen für US-Bürger nach Kuba wurden weiter erleichtert. Zwar bleiben die rein touristische Reisen weiterhin verboten, jedoch muss keine offizielle Genehmigung mehr eingeholt werden, um unter den zwölf Ausnahmebestimmungen, beispielsweise für Kultur- und Bildungsreisen, zu reisen. Es muss lediglich eine Art Reisetagebuch geführt und fünf Jahre aufbewahrt werden.
Unter der Präsidentschaft von Donald Trump wurden das Embargo wieder verschärft. So wurden die Überweisungen von in den USA lebenden Kubanern an ihre Familienangehörigen in Kuba wieder stark limitiert. US-Kreuzfahrtschiffe dürfen Kuba nicht mehr anfahren. Zum Ende seiner Präsidentschaft setzte die Trump-Administration Kuba im Januar 2021 wieder auf die Liste der Terrorismus unterstützenden Staaten, was insbesondere weitere Schwierigkeiten im Finanzsystem zur Folge hatte.
Trumps Nachfolger Joe Biden kündigte zwar im Wahlkampf an, die unter Trump erfolgten Embargo-Verschärfungen wieder zurückzunehmen, ließ zu Beginn seiner Präsidentschaft den Worten aber zunächst keine Taten folgen. Im Juli 2021 kam es in Kuba zu landesweiten Protesten gegen die Regierung, wonach zahlreiche Kubaner verhaftet und zu teils drakonischen Haftstrafen von bis zu 25 Jahren verurteilt wurden. Dies machte es der Biden-Administration umso schwerer, einseitige Zugeständnisse in Richtung Kuba zu geben. Im Mai 2022 wurden dennoch wieder einige Restriktionen gelockert: Das Überweisungslimit nach Kuba wurde aufgehoben, US-Amerikaner dürfen wieder zu Bildungszwecken nach Kuba reisen, auch durfte es wieder uneingeschränkt Direktflüge zwischen den USA und Kuba geben.
Ende Mai 2024 traten Embargo-Erleichterungen für Kleine und mittlere Unternehmen mit bis zu 100 Mitarbeitern in Kraft, um das Privat-Unternehmertum zu fördern. Sie betreffen hauptsächlich den Banken-Sektor. So dürfen diese Unternehmen, sofern sie keine Beziehung zur Partei oder Militär haben, ab sofort Online-Konten in den USA eröffnen, des Weiteren dürfen sie nun legal Internet-Cloud-Dienste, wie Videokonferenzsysteme, E-Learning- und E-Gaming-Plattformen sowie externe Datenspeicherung nutzen. Diese Dienste waren bisher für kubanische IP-Adressen gesperrt und konnten nur mit Hilfe von VPN genutzt werden.
Am 11. Juli 2025, dem Jahrestag der Massenunruhen in Kuba 2021, wurden die US-Sanktionen auf den kubanischen Präsidenten Díaz-Canel persönlich sowie den Verteidigungsminister Álvaro López Miera, Innenminister Lázaro Álvarez Casas und deren unmittelbaren Angehörige ausgeweitet. Da die Sanktionen hauptsächlich aus Visa-Beschränkungen bestehen, könnte dies bedeuten, dass Díaz-Canel beispielsweise nicht mehr an UN-Vollversammlungen teilnehmen kann.

## Auswirkungen des Embargos

### Ausnahmen
Vom Embargo im Wesentlichen ausgenommen sind seit 2001 in Folge der Auswirkungen des verheerenden Hurrikan Michelle landwirtschaftliche Produkte zur Lebensmittelversorgung. Gemäß dem Trade Sanctions Reform and Export Enhancement Act (TSREEA) dürfen diese nach Vorausbezahlung ohne Mengenbegrenzung nach Kuba exportiert werden. Auch Medikamente und andere medizinische Produkte dürfen nach Kuba exportiert werden. Hierfür bedarf es allerdings einer Autorisierung des Office of Foreign Assets Control (OFAC) im Rahmen des Cuban Democracy Act (CDA), um sicherzustellen, dass es direkt der kubanischen Bevölkerung zugute komme und nicht für Folter, Re-Export oder für die biochemische Industrie verwendet werde.

### Wirtschaftliche Auswirkungen

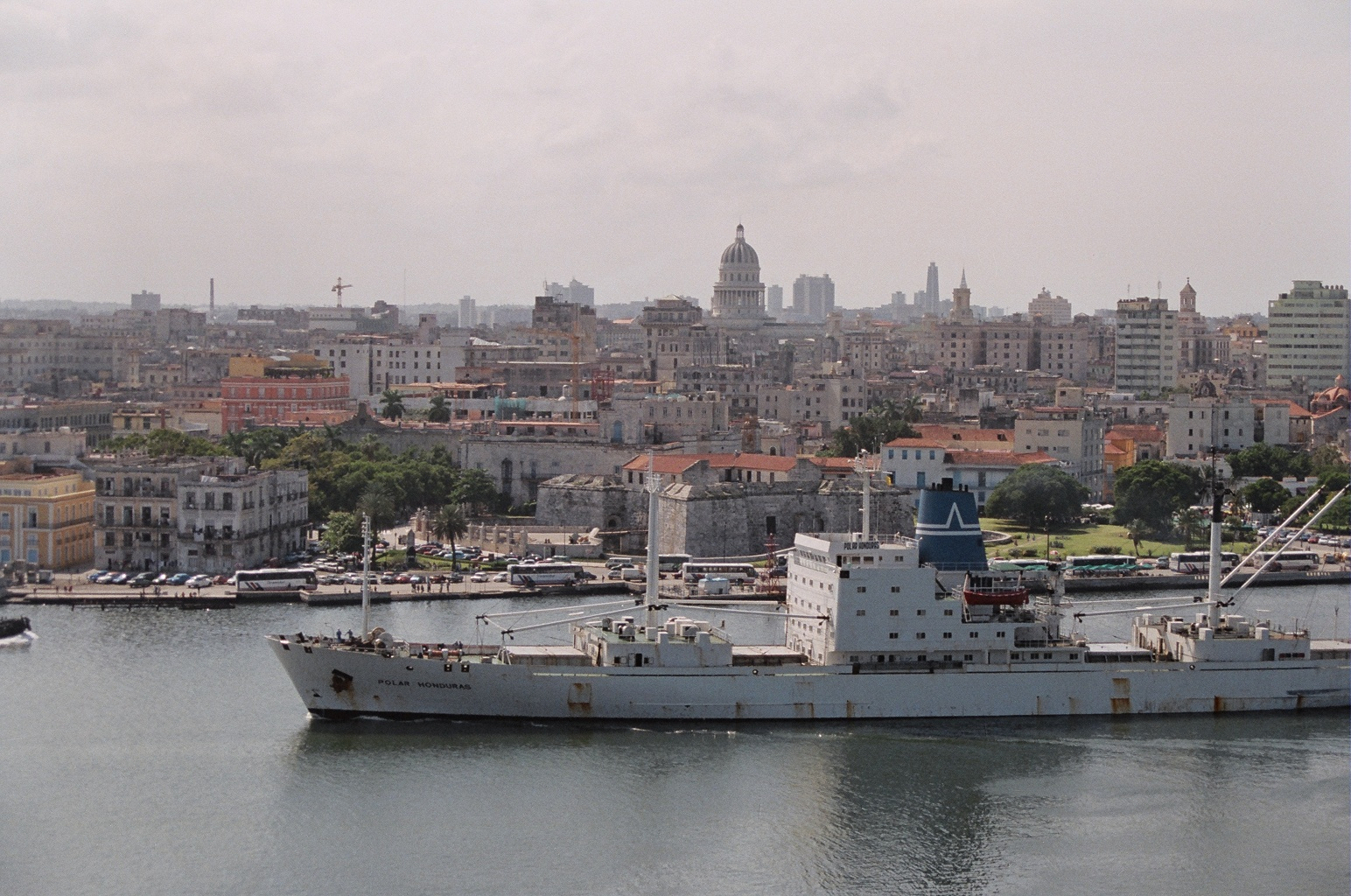
In die Bucht von Havanna einfahrendes Frachtschiff

„Nach dem Ende des US-Krieges hatte die Regierung in Hanoi Kuba gebeten, die Vietnamesen zu lehren, wie man Kaffee anbaut. Wir gingen hin, zeigten es ihnen […] Heute steht Vietnam als Kaffee-Exporteur weltweit an zweiter Stelle. Und ein vietnamesischer Beamter fragt seinen kubanischen Kollegen, wie es möglich sei, dass wir, die wir sie einst den Anbau lehrten, heute bei ihnen Kaffee kaufen. Ich weiß nicht, was der Kubaner geantwortet hat. Sicher hat er gesagt: die Blockade.“

Die tatsächlichen Auswirkungen des Embargos auf die kubanische Wirtschaft sind schwer zu ermitteln.
Zuerst einmal musste Kuba seinen auf Exporte in die USA orientierten Außenhandel völlig neu orientieren, was entsprechende Anpassungskosten verursachte. Weiterhin gab es Verluste durch Technologietransfers, höhere Transportkosten im Außenhandel, Defizite in der globalen Vermarktung eigener Produkte und dem daraus folgenden verringerten binnenwirtschaftlichen Wachstum sowie Zugangsbeschränkungen zu internationalen Kredit- und Förderprogrammen, beispielsweise von IWF und Weltbank. Hinzu kommen noch höhere Ausgaben für die Verteidigung aufgrund der veränderten Bedrohungslage.
Der Versuch, die Blockadekosten in konkreten Geldwerten auszudrücken, unterliegt allerdings offensichtlichen politischen Interessen. So lagen die seitens Kubas genannten Kosten 1987 noch bei insgesamt 20 Milliarden US-Dollar und stiegen bis 1995 auf rund 45 Milliarden. Im Juni 1997 wurden schon 60 Milliarden Dollar genannt. Allein die Kosten des Helms-Burton-Acts werden mit jährlich rund einer Milliarde Dollar geschätzt. Die offiziell genannten Kosten sollen also in den 24 Monaten zwischen 1995 und 1997 ähnlich stark gestiegen sein, wie in den 25 Jahren zwischen Beginn des Embargos 1962 bis 1987.
Konkreter Hintergrund dieser exorbitanten Kostensteigerungen dürfte ein 1993 geleistetes Verhandlungsangebot der kubanischen Regierung gegenüber den USA sein, wonach sich Kuba bereit zeigte, Reparationszahlungen für enteignetes US-Eigentum zu leisten, wenn Kuba im Gegenzug die Blockadekosten erstattet würden. Um hier eine relativ hohe Verhandlungsbasis zu schaffen, seien die eigenen Verluste entsprechend hochgerechnet worden.
2006 bezifferte Kubas Regierung die insgesamten Embargoverluste auf rund 89 Milliarden US-Dollar.
Von kubanischen Oppositionellen und anderen Kritikern der kubanischen Regierung wird die Wirkung des US-Handelsembargos jedoch stark bezweifelt. Es diene im Gegenteil nur als Vorwand, um die katastrophalen Lebensverhältnisse der kubanischen Bevölkerung zu rechtfertigen, deren Hauptursache in der sozialistischen Produktionsweise und der restriktiven Wirtschaftspolitik liege. Auch unabhängige Wirtschaftswissenschaftler kommen zu dem Schluss, dass Kubas wirtschaftliche Probleme in erster Linie inneren Entwicklungsblockaden geschuldet seien, trotz der widrigsten äußeren Umstände. Auch andere lateinamerikanische Staaten hätten, obwohl sie in den Genuss uneingeschränkten Handels mit den USA kamen, keine entsprechende Wirtschaftsperformance gezeigt.
Auch der 2006 seinem Bruder Fidel als Präsident nachfolgende Raúl Castro lehnt eine einseitige Schuldzuweisung der wirtschaftlichen Schwierigkeiten Kubas an die „Blockade“ ab. Vielmehr seien strukturelle Probleme der staatlichen Zentralwirtschaft dafür verantwortlich, wie er zum Beispiel im Dezember 2010 in einer Rede vor der Nationalversammlung anmerkte.
2012 wurde ein Wirtschaftsexpertengremium der Initiative on Global Markets an der University of Chicago Booth School of Business gefragt, ob sie zustimmen oder nicht zustimmen, dass „Kubas geringes Wachstum des Pro-Kopf-Einkommens – 1,2  Prozent pro Jahr seit 1960 – mehr mit Kubas eigener Wirtschaftspolitik zu tun hat, als mit dem US-Embargo für Handel und Tourismus.“  Die Umfrage ergab, dass 49 % der Wirtschaftsexperten der Aussage „voll und ganz zustimmen“, weitere 49 % „zustimmen“, 1 % „unsicher“ waren und 0 % der Aussage „nicht zustimmen“ oder „überhaupt nicht zustimmen“.

### Politische Auswirkungen
Die politischen Auswirkungen des Embargos sind vielfältig und erstrecken sich auf unterschiedliche Ebenen. Der Boykott hat nicht nur die Beziehungen zwischen den USA und Kuba beeinflusst, sondern auch das zwischen den beiden Kontrahenten und ihren jeweiligen Verbündeten.
Für die USA ging das Embargo auch mit einem nicht zu unterschätzenden Imageverlust einher. Während des Kalten Krieges war der Boykott von praktisch allen Verbündeten der USA akzeptiert und unterstützt worden. Mit dem Ende des Ost-West Konfliktes und der zunehmenden Verschärfung des Embargos, anstatt der erwarteten Entspannung der Lage, vollzog sich jedoch ein Meinungsumschwung unter den Mitgliedern der internationalen Gemeinschaft. Die Blockade wurde mehr und mehr als ein Relikt des Kalten Krieges angesehen, welches mittlerweile ungerechtfertigt und veraltet erschien. Die Fortsetzung des Embargos gegen den Willen der UN-Vollversammlung und die Ausdehnung der Sanktionen auf Unternehmen in Drittländern riefen immer stärkeren Protest hervor und belasteten die Beziehungen der Vereinigten Staaten zu anderen Regierungen. Die politischen Ziele des Embargos wurden nur teilweise erreicht, die meisten erübrigten sich mit dem Ende des Kalten Krieges. Die Hauptabsichten wurden jedoch in keiner Weise zufriedenstellend erfüllt. Anstatt die Castro-Regierung zu schwächen, hat das Embargo ihr den Rücken gestärkt, da durch den Boykott ein willkommener Sündenbock für innenpolitische Probleme zur Verfügung stand und das kubanische Volk eher zusammenrückte, anstatt gegen Castro zu revoltieren: „In a broad strategic sense, U.S. policies toward Cuba have failed. Punitive U.S. policies toward Cuba have not deterred the Cuban behavior to which the United States objected, and have often rallied Cubans to support their government.“ Auch die Abschottung Kubas vom Weltmarkt scheiterte am begrenzten Einfluss, den die USA auf die Außenhandelspolitik von anderen Staaten nehmen können.

## Kritik
Viele Kubaner lehnen das Embargo ab, da es ihrer Meinung nach hauptsächlich die wirtschaftlichen Ressourcen des kubanischen Volkes treffe und weniger die kubanische Regierung. Die wirtschaftlichen Schäden aus dem Embargo seien teilweise verantwortlich für die Nahrungsmittelknappheit und die Transportschwierigkeiten. Jedoch nahmen die Lebensmittelimporte aus den USA in den letzten Jahren stetig zu.
Amnesty International verurteilt das US-Embargo gegen Kuba aufgrund seiner negativen Auswirkungen auf die wirtschaftlichen und sozialen Rechte der Kubaner, insbesondere auf das Recht auf Gesundheit. Die Versorgungslage der Kubaner werde durch das Embargo verschlechtert und der Import von Medikamenten und medizinischen Geräten erschwert.
Auch Wissenschaftler außerhalb Kubas kritisierten das Embargo hinsichtlich seiner Auswirkungen auf Lebensmittelbereitstellung, sauberes Wasser, Arzneimittel und weitere Notwendigkeiten für die kubanische Bevölkerung. Auch wurde auf Engpässe bei medizinischen Geräten und Seife hingewiesen, was zu einer Reihe medizinischer Krisen und erhöhtem Niveau bei Infektionskrankheiten geführt habe. Auch wurden psychische Erkrankungen oder Erblindung als Folge mangelhafter Ernährung festgestellt. Die Reisebeschränkungen führten außerdem dazu, dass der Fluss medizinischer Informationen aus den USA nach Kuba limitiert wurde. Fehlernährung resultierend aus gestiegenen Preisen für Nahrungsmittel und Medizin betraf vor allem Männer und ältere Leute, da das Rationierungssystem Frauen und Kinder bevorzuge.
Der Helms-Burton-Act war vor allem seitens der kanadischen und europäischen Regierungen Ziel von Kritik, da er rechtliche Ansprüche zur Bestrafung von Nicht-US-Unternehmen und Nicht-US-Investoren stellte, die wirtschaftliche Interessen in Kuba verfolgten. Das kanadische Unterhaus verhöhnte Helms-Burton, indem es die Godfrey-Milliken Bill verabschiedete, welche die US-Regierung aufforderte, während der Amerikanischen Unabhängigkeitsbewegung beschlagnahmtes Eigentum britischer Loyalisten in Britisch-Nordamerika wieder herauszugeben. (Die Gesetzesvorlage wurde niemals rechtskräftig.) Das Europäische Parlament erklärte die Befolgung des Helms-Burton-Acts für EU-Bürger für illegal. Dennoch kommt es immer wieder zu Diskriminierungsfällen von Unternehmen in US-amerikanischem Eigentum gegenüber kubanischen Staatsbürgern in europäischen Staaten. Auch Schweizer Finanzinstitute fügen sich zunehmend dem Druck durch die US-Administration. Postfinance schloss Ende September 2019 bis auf wenige Ausnahmen den Zahlungskanal nach Kuba, was bei Schweizer KMUs und NGOs, die in Kuba tätig sind, zu massiven Problemen führt. Der damalige US-Präsident Bill Clinton, der den Helms-Burton-Act nach dem Abschuss zweier Brothers-to-the-Rescue-Flugzeuge durch die Kubaner nach anfänglich geplantem Veto absegnete, meinte nach seiner Amtszeit, dass jeder, der auch nur ein halbes Hirn habe, sehen müsse, dass das Embargo kontraproduktiv sei:

“Anybody with half a brain could see the embargo was counterproductive”

Einige libertäre und konservative Kritiker argumentierten, das Embargo helfe eigentlich dem Castro-Regime mehr, als es ihm schade, indem man ihm einen Sündenbock für die kubanischen Probleme liefere. Der US-Außenminister in der Reagan-Regierung, George P. Shultz, nannte die Aufrechterhaltung des Embargos „irrsinnig“.
US-amerikanische Unternehmensführer und Anhänger des freien Marktes glauben, dass solange das Embargo fortbesteht, ausländische (nicht-US-amerikanische) Unternehmen sich nicht mit US-Gesellschaften messen müssen, was ihnen einen Startvorteil gebe, wenn das Embargo endet. Sie rufen zur Beendigung des Embargos auf.
1998 wandte das US-Außenministerium im Report Zenith and Eclipse: A Comparative Look at Socio-Economic Conditions in Pre-Castro and Present Day Cuba (Zenit und Dunkelheit: Ein vergleichender Blick auf die sozio-ökonomischen Bedingungen in Kuba vor Castro und heute) ein, dass das US-Embargo relativ geringe zusätzliche Beschaffungskosten für Kuba verursache. Das Hauptproblem für Kubas Wirtschaft sei nicht das Embargo, sondern vielmehr das Fehlen ausländischer Devisen aufgrund des Unwillens zur Liberalisierung der Wirtschaft, der Diversifizierung des Exports und bestehender Zahlungsverpflichtungen an Kubas japanische, europäische bzw. lateinamerikanische Handelspartner, die während der Jahre opulenter sowjetischer Hilfe akquiriert wurden.
Religiöse Führer lehnen das Embargo aus verschiedenen Gründen ab. Dazu gehören auch humanitäre und ökonomische Härten für das kubanische Volk. Papst Johannes Paul II. beispielsweise rief zur Beendigung des Embargos während seines Besuchs in Mexiko im Jahre 1979 auf. Patriarch Bartholomäus I. bezeichnete das Embargo während eines Besuchs auf der Insel am 25. Januar 2005 als „historischen Fehler“. Auch religiöse Führer aus den Vereinigten Staaten lehnten das Embargo ab. In einem gemeinsamen Brief der Disciples of Christ und der United Church of Christ im Jahre 1998 an den US-Senat riefen sie zu einer Lockerung der Wirtschaftssanktionen gegen Kuba auf. Jesse Jackson, Al Sharpton und Louis Farrakhan riefen ebenfalls zur Beendigung des Embargos auf. Am 15. Mai 2002 sprach der ehemalige US-Präsident Jimmy Carter in Havanna und forderte die Beendigung des Embargos.

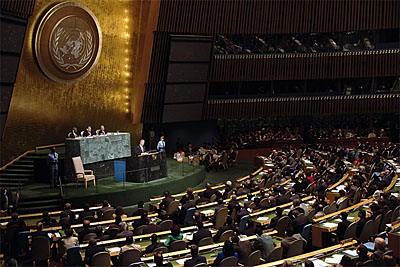
Generalversammlung der Vereinten Nationen

Die Vereinten Nationen verurteilten das Embargo regelmäßig seit den 1990er-Jahren. 2002 beispielsweise votierten 173 Staaten gegen das Embargo und nur drei dafür. 2013 stimmten bereits 188 Staaten für die Aufhebung des Embargos, nur die USA und Israel stimmten dagegen und drei Inselstaaten (Mikronesien, Marshall-Inseln, Palau) enthielten sich. Der kubanische Außenminister Pérez Roque nannte das Embargo einen „Akt des Völkermordes“. Außerdem nannte er es einen „Diebstahl“, dass eingefrorene Guthaben des kubanischen Staates in den USA für Gerichtsverfahren der USA gegen die Republik Kuba verwendet werden.
Umfragen in den 2000er-Jahren zeigten eine ambivalente öffentliche Meinung in den USA zur Fortführung des Embargos. Eine Umfrage aus dem Jahre 2007 durch die Nachrichtenagentur AP zeigte, dass 48 % der US-Amerikaner die Fortsetzung des Embargos befürworteten. 40 % sprachen sich dagegen aus. Trotz der überwiegend negativen Bewertung der Person Fidel Castro (6 % Zustimmung stehen 64 % Ablehnung gegenüber) sprach sich die große Mehrheit für eine Wiederaufnahme der diplomatischen Beziehungen mit seiner Regierung aus (62 % dafür, 30 % dagegen). Eine Umfrage unter Exilkubanern oder deren Nachkommen im Dezember 2008 ergab, dass 55 % von ihnen für die Aufhebung des Handelsembargos seien, vor allem die jüngere Generation. Während 68 % der über 65-Jährigen für den Erhalt des Embargos stimmten, waren 65 % der 18- bis 44-Jährigen für ein Ende des Embargos.
Die damalige EU-Außenbeauftragte Federica Mogherini verurteilte bei einem Besuch Kubas im Januar 2018 die Wirtschaftsblockade Washingtons gegenüber der Karibikinsel.
Eine Gruppe deutscher Wissenschaftler – die auf Kuba tätig ist – initiierte 2020 eine Petition an die Bundesregierung, in der diese aufgefordert wird, sich für eine Ende des Embargos einzusetzen. Unterzeichnet wurde sie auch von Persönlichkeiten des öffentlichen Lebens wie Wim Wenders, Fatih Akin, Margarethe von Trotta, Herta Däubler-Gmelin, Hanna Schygulla und Noam Chomsky.